# داني كولينز
داني كولينز (بالإنجليزية: Danny Collins)‏ (مواليد 6 أغسطس 1980 في تشيستر - إنجلترا) لاعب كرة قدم إنجليزي يلعب حاليا لصالح نادي الدرجة الممتازة ستوك سيتي الإنجليزي منذ 2009 في مركز قلب الدفاع .

## روابط خارجية
- داني كولينز على موقع قاعدة بيانات كرة القدم.إي يو (الإنجليزية)
- داني كولينز على موقع ناشيونال فوتبول تيمز (الإنجليزية)
- داني كولينز على موقع Soccerbase.com (لاعب) (الإنجليزية)
- داني كولينز على موقع Soccerway.com (الإنجليزية)
- داني كولينز على موقع عالم كرة القدم.نت (الإنجليزية)